# Kleiner Rachel
Der Kleine Rachel ist ein 1399 m ü. NHN hoher Berg im Nationalpark Bayerischer Wald 1,75 km westlich der Grenze zu Tschechien. Er ist der dritthöchste Berg im Bayerischen Wald.
Er liegt rund 900 m nordwestlich des Großen Rachel (1453 m), wird jedoch weit weniger bestiegen.
Auf den Felsen etwas unterhalb des höchsten Punktes steht ein Gipfelkreuz mit Gipfelbuch. Von dort ermöglichen sich Ausblicke auf den Zwiesler Winkel, den Großen Arber, den Falkenstein und die Trinkwassertalsperre Frauenau.
Der Kleine Rachel ist nur zu Fuß über verschiedene Wanderwege erreichbar, beispielsweise von Oberfrauenau, vom Bahnhof Klingenbrunn oder vom Großen Rachel herüber. Allerdings ist der Steig zum Gipfelkreuz nicht markiert und erfordert Wegfindung. Des Weiteren unterliegt er dem Wegegebot (unmarkierter Weg) und ist nach der derzeitigen Nationalparkverordnung nur vom 15. Juli bis 15. November zugänglich.

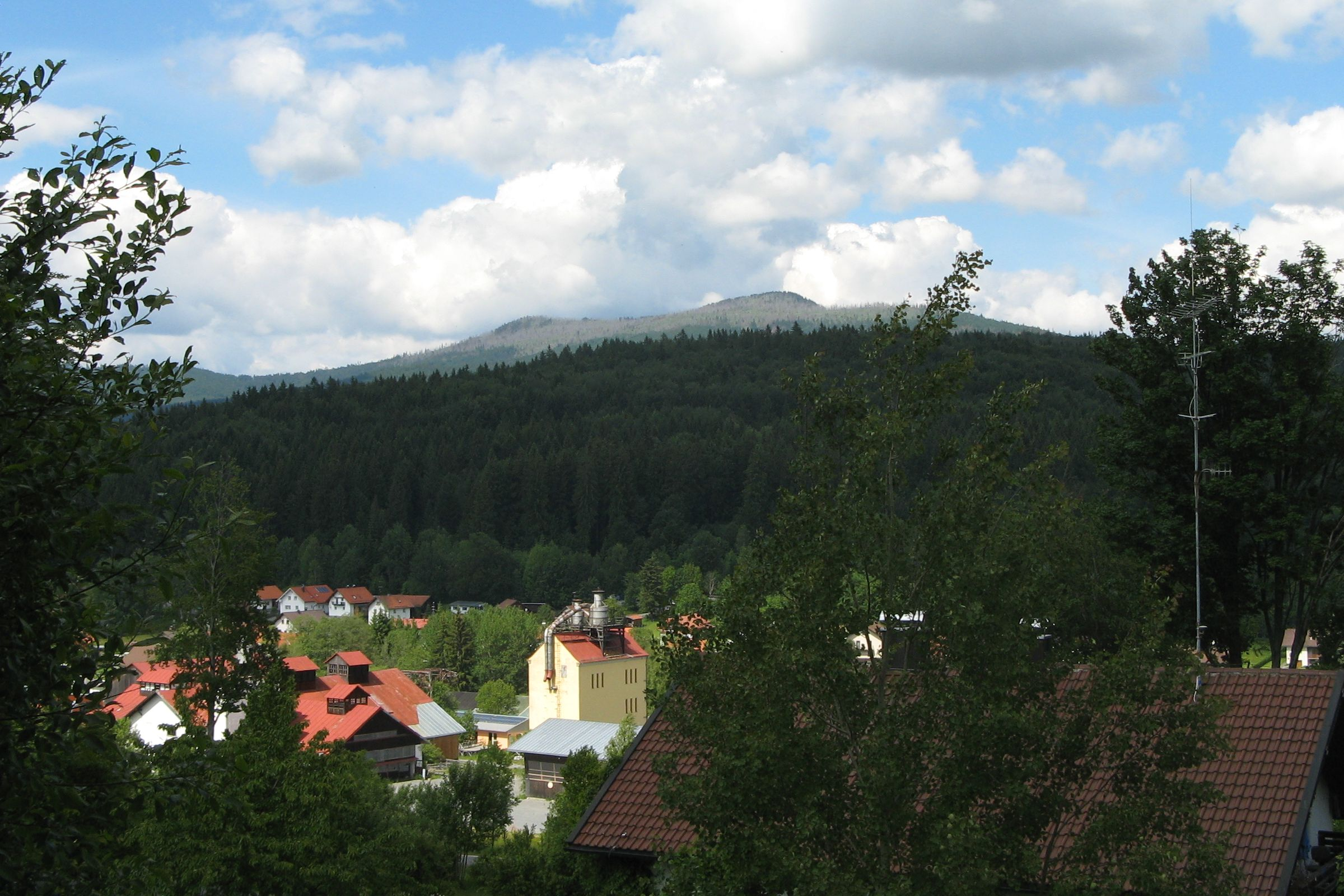
Kleiner Rachel (links) und Großer Rachel (rechts) von Spiegelau aus gesehen